# 科克薩基 (紐約州村)
科克薩基（英語：Coxsackie）是位於美國紐約州格林縣的村。

## 人口
根據2020年美國人口普查的數據，科克薩基的面積為6.72平方千米，當中陸地面積為5.62平方千米，而水域面積為1.10平方千米。當地共有人口2746人，而人口密度為每平方千米409人。